# 高向玄理
高向玄理（？—654年），又名高向黑麻呂，是飞鳥时代日本学者（冠位大錦上）。他608年与小野妹子出使隋朝。他在640年回国得到国博士与協助大化革新，他后来再出使中国唐朝，永徽五年（654年）与金春秋回程途中死于长安。